# Román Ribera Cirera

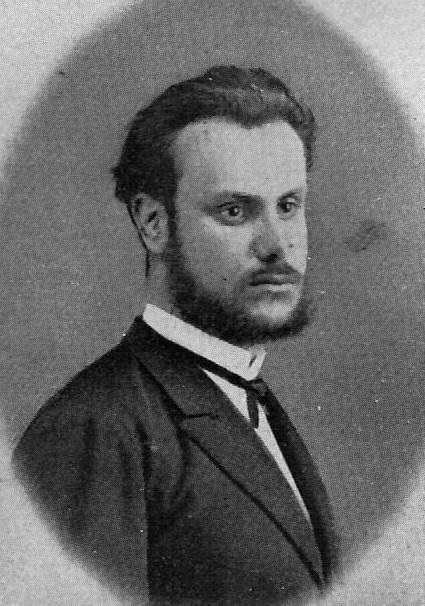
Román Ribera Cirera.

Román Ribera Cirera (Catalaans: Romà Ribera i Cirera, Barcelona, 1849 - aldaar, 1935) was een Spaans (Catalaans) kunstschilder.

## Leven en werk
Ribera studeerde aan de Hogeschool voor de Kunst in Barcelona en later bij Pere Borrell del Caso. Zijn grote voorbeeld was Marià Fortuny. In 1873 ging hij naar Rome om zijn studies te voltooien, waarna hij korte tijd in Londen verbleef om er te exposeren. In 1878 vestigde hij zich in Parijs, waar zijn werk werd beïnvloed door het impressionisme, maar vooral ook door het estheticisme van James Tissot en Alfred Stevens. Hij schilderde genrewerken en portretten en groeide uit tot een vooraanstaand salonschilder. In 1878 tekende hij een contract met kunsthandel Goupil & Cie, die in die tijd meer Spaanse schilders aan zich bond, onder andere Raimundo Madrazo en Francisco Miralles. Hij exposeerde zowel op de Wereldtentoonstelling van 1878 in Parijs als op de Exposición Universal de Barcelona in 1888.
In 1889 keerde Ribera terug naar Barcelona, waar hij nog decennialang zou behoren tot de meest toonaangevende kunstenaars in Catalonië. In 1902 werd hij lid van de Academie van Beeldende Kunsten in Barcelona. Zijn werk is thans te zien in diverse Catalaanse musea, waaronder het Museu Nacional d'Art de Catalunya, het Museu de Montserrat en het Museu d'Art de Girona.

## Galerij

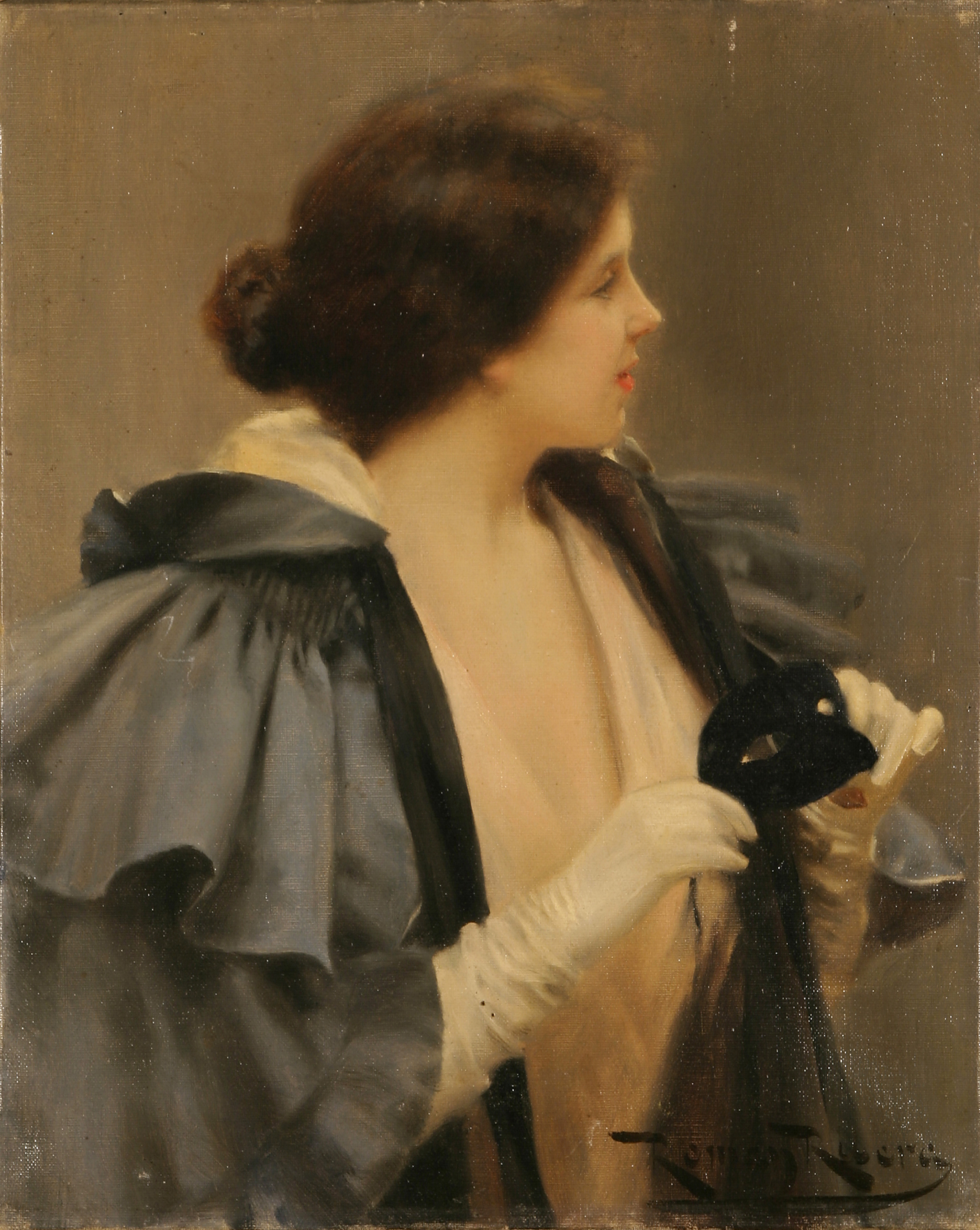
Dame in zijaanzicht (1892)
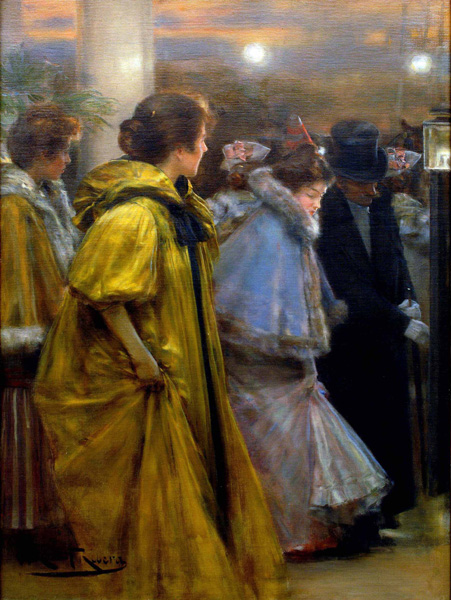
Het verlaten van het feest (c.1913)
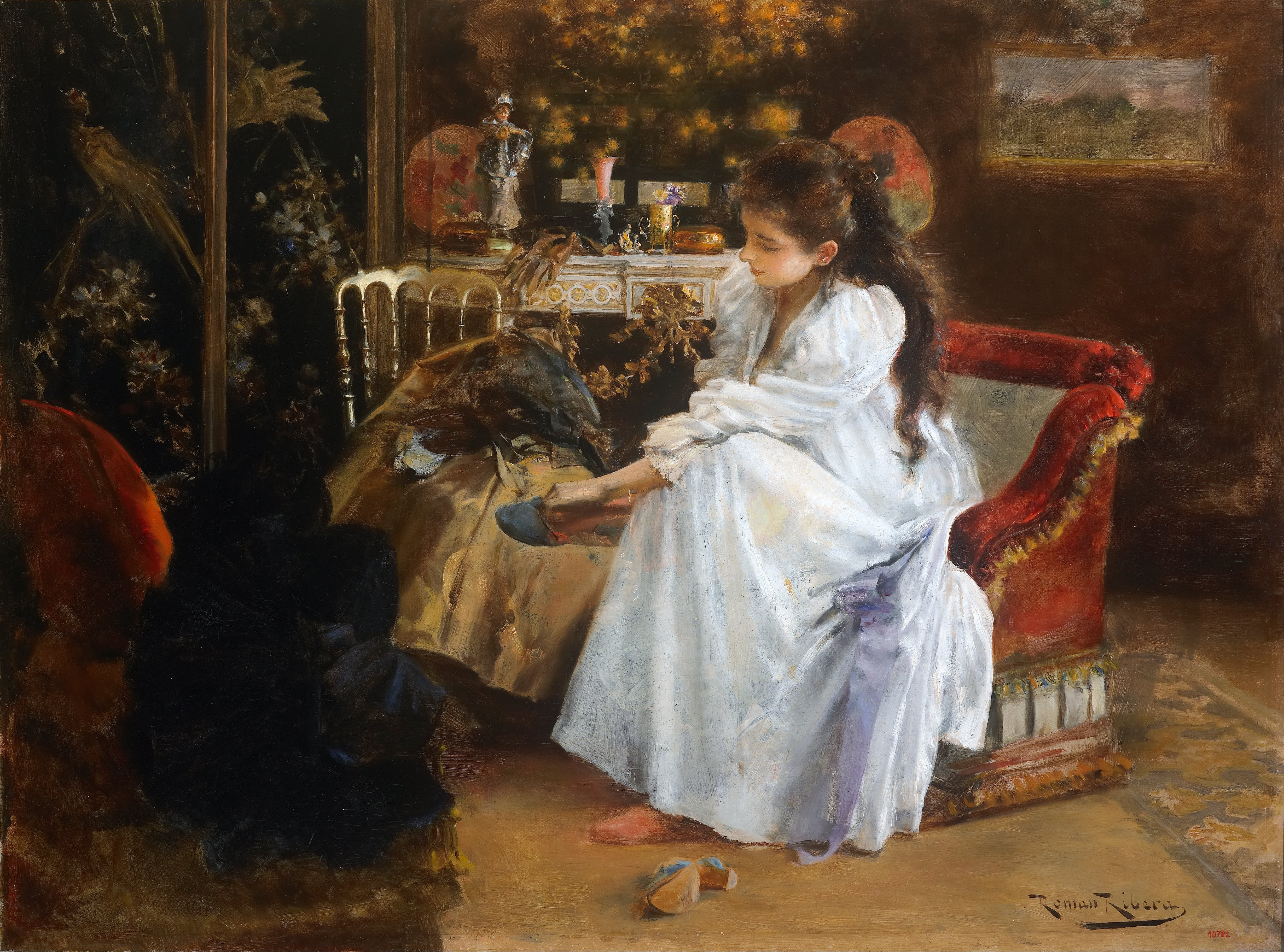
De soiree (c.1894)
De dans verlaten (c.1894)